# Малдиви на Светском првенству у атлетици на отвореном 2019.
Малдиви су учествовали на 17. Светском првенству у атлетици на отвореном 2019.  одржаном у Дохи од 27. септембра до 6. октобра шеснаести пут. Репрезентацију Малдива представљала је једна атлетичарка која се такмичила у трци на 400 метара.,
На овом првенству такмичара Малдива није освојила ниједну медаљу нити је остварила неки резултат.

## Учесници

### Жене
- Aishath Himna Hassan — 400 м

## Резултати

### Жене
| Атлетичарка          | Дисциплина | Лични рекорд | Квалификације | Квалификације | Полуфинале            | Полуфинале            | Финале                | Финале       | Детаљи |
| Атлетичарка          | Дисциплина | Лични рекорд | Резултат      | Место         | Резултат              | Место                 | Резултат              | Место        | Детаљи |
| -------------------- | ---------- | ------------ | ------------- | ------------- | --------------------- | --------------------- | --------------------- | ------------ | ------ |
| Aishath Himna Hassan | 400 м      | 59,18        | 59,91         | 8. у гр. 6    | Није се квалификовала | Није се квалификовала | Није се квалификовала | 46 / 47 (48) |        |